# Epiphanias-Kirche (Eschau)

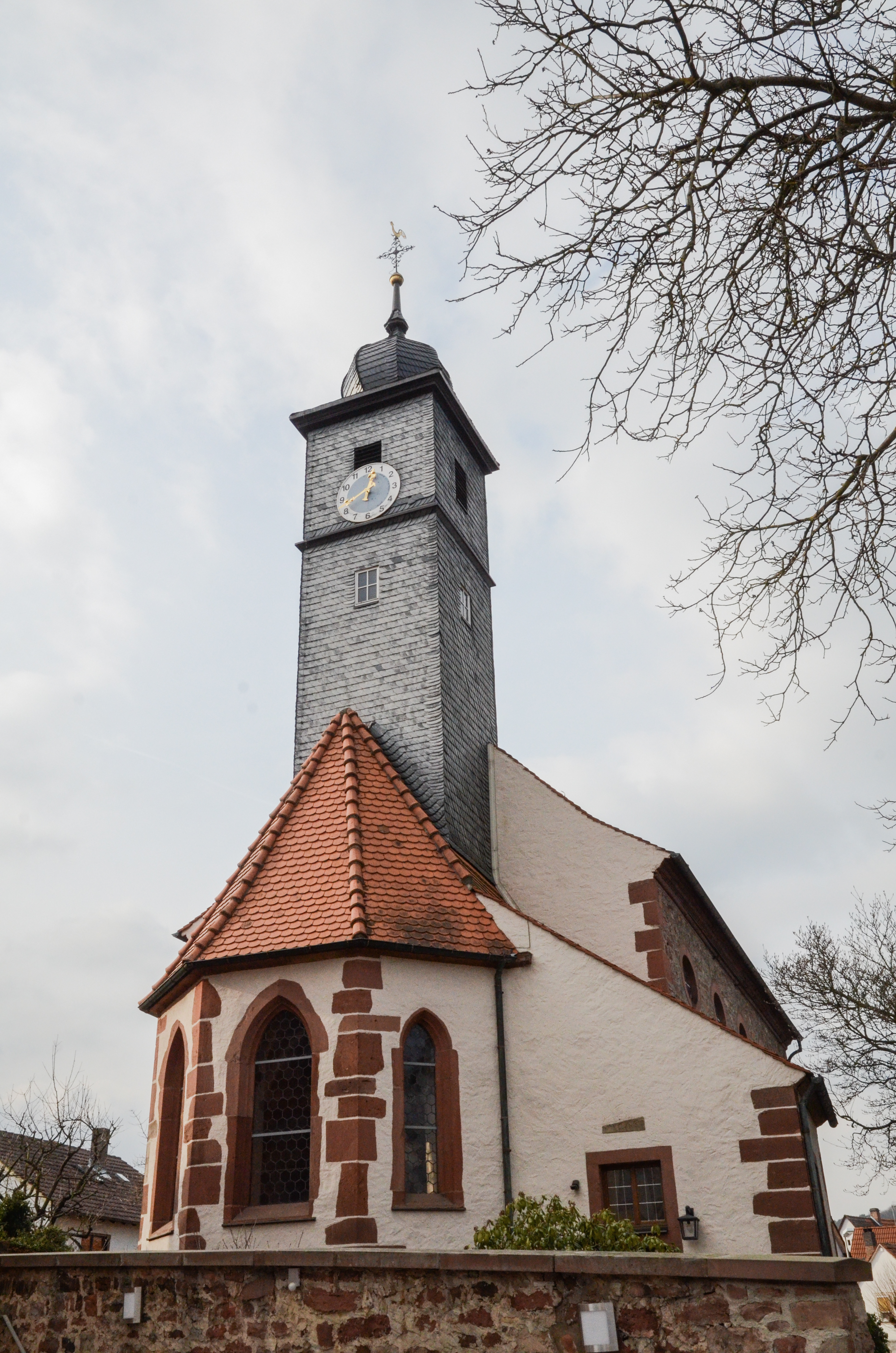
Epiphanias-Kirche (Eschau)

Die evangelische, denkmalgeschützte Epiphanias-Kirche ist die Pfarrkirche von Eschau, einem Markt im Landkreis Miltenberg (Unterfranken, Bayern). Das Bauwerk ist unter der Denkmalnummer D-6-76-123-7 als Baudenkmal in der Bayerischen Denkmalliste eingetragen. Die Pfarrei gehört zum Dekanat Aschaffenburg im Kirchenkreis Ansbach-Würzburg der Evangelisch-Lutherischen Kirche in Bayern.

## Beschreibung
Am 6. Januar 1745 wurde die Saalkirche eingeweiht, nachdem das Langhaus errichtet war. Der gotische Chor mit 5/8-Schluss und die an der Nordseite angebaute, mit einem Pultdach bedeckte Sakristei wurden bereits 1476 errichtet. Zwischen Langhaus und Chor erhebt sich ein mehrgeschossiger, verschieferter Dachreiter aus Holzfachwerk, der mit einer Zwiebelhaube bedeckt ist. Sein oberstes Geschoss beherbergt die Turmuhr und den Glockenstuhl, in dem vier Kirchenglocken hängen. 
Der Innenraum des mit einem Kreuzrippengewölbe überspannten Chors wird vom Kanzelaltar aus der ersten Hälfte des 18. Jahrhunderts geprägt. An den beiden Längsseiten des Innenraums des Langhauses sind doppelstöckige Emporen eingebaut. An der Westseite ist die Empore für die von G. F. Steinmeyer & Co. 1912 gebaute Orgel eingeschossig.